# Notoplusia menica
Notoplusia menica är en fjärilsart som beskrevs av William Schaus 1939. Notoplusia menica ingår i släktet Notoplusia och familjen tandspinnare. Inga underarter finns listade i Catalogue of Life.